# دي فالس بلوف (أركنساس)
دي فالس بلوف (بالإنجليزية: De Valls Bluff city, Arkansas)‏ هي مدينة تقع بولاية أركنساس في الولايات المتحدة. تبلغ مساحتها 2.82 كم2، وترتفع عن سطح البحر 58 م، بلغ عدد سكانها 619 نسمة في عام 2010 حسب إحصاء مكتب تعداد الولايات المتحدة وتصل الكثافة السكانية فيها 219.5 نسمة لكل كيلومتر مربع (568.5/ميل2).

## التركيبة السكانية
حدّد مكتب تعداد الولايات المتحدة بيانات التركيبة السكانية لدي فالس بلوف في تعداد الولايات المتحدة. في ما يلي، التركيبة السكانية حسب تعدادي 2000 و2010.

### تعداد عام 2000
بلغ عدد سكان دي فالس بلوف 783 نسمة بحسب تعداد عام 2000، وبلغ عدد الأسر 334 أسرة وعدد العائلات 218 عائلة مقيمة في المدينة. في حين سجلت الكثافة السكانية 277.7 نسمة لكل كيلومتر مربع (719.2/ميل2). وبلغ عدد الوحدات السكنية 389 وحدة بمتوسط كثافة قدره 137.9 لكل كيلومتر مربع (357.2/ميل2).
وتوزع التركيب العرقي للمدينة بنسبة 67.82% من البيض و31.80% من الأمريكيين الأفارقة و0.13% من الأمريكيين ذوي الأصول الآسيوية و0.26% من عرقين مختلطين أو أكثر و0.13% من الهسبانيون أو اللاتينيون من أي عرق.
بلغ عدد الأسر 334 أسرة كانت نسبة 38.9% منها لديها أطفال تحت سن الثامنة عشر تعيش معهم، وبلغت نسبة الأزواج القاطنين مع بعضهم البعض 43.7% من أصل المجموع الكلي للأسر، ونسبة 17.4% من الأسر كان لديها معيلات من الإناث دون وجود شريك، بينما كانت نسبة 4.2% من الأسر لديها معيلون من الذكور دون وجود شريكة وكانت نسبة 34.7% من غير العائلات. تألفت نسبة 31.7% من أصل جميع الأسر من عدة أفراد يعيشون في نفس المنزل ونسبة 17.1% كانت تتألف من شخص يعيش بمفرده يبلغ من العمر 65 عاماً أو أكثر. وبلغ متوسط حجم الأسرة المعيشية 2.34، أما متوسط حجم العائلات فبلغ 2.96.
بلغ العمر الوسطي للسكان 38.3 عاماً. وكانت نسبة 28.6% من القاطنين تحت سن الثامنة عشر، وكانت نسبة 6.8% بين الثامنة عشر والرابعة والعشرين عاماً، ونسبة 25.5% كانت واقعةً في الفئة العمرية ما بين الخامسة والعشرين والرابعة والأربعين عاماً، ونسبة 20.9% كانت ما بين الخامسة والأربعين والرابعة والستين، ونسبة 18.1% كانت ضمن فئة الخامسة والستين عاماً فما فوق. يوجد لكل 100 أنثى 79.6 ذكر، ويوجد لكل 100 أنثى في الثامنة عشر من عمرها فما فوق 77.5 ذكر.
بلغ متوسط دخل الأسرة في المدينة 21,534 دولارًا، أما متوسط دخل العائلة فبلغ 32,708 دولارًا. وكان متوسط دخل الذكور 28,088 دولارًا مقابل 16,771 دولارًا للإناث. وسجل دخل الفرد الخاص بالمدينة 13,582 دولارًا. وكانت نسبة 18.4% من العائلات ونسبة 23.6% من السكان تحت خط الفقر، وكان من هؤلاء نسبة 30.2% تحت سن الثامنة عشر ونسبة 22.1% في الخامسة والستين من العمر وما فوق.

### تعداد عام 2010
بلغ عدد سكان دي فالس بلوف 619 نسمة بحسب تعداد عام 2010، وبلغ عدد الأسر 295 أسرة وعدد العائلات 176 عائلة مقيمة في المدينة. في حين سجلت الكثافة السكانية 219.5 نسمة لكل كيلومتر مربع (568.5/ميل2). وبلغ عدد الوحدات السكنية 347 وحدة بمتوسط كثافة قدره 123 لكل كيلومتر مربع (318.6/ميل2).
وتوزع التركيب العرقي للمدينة بنسبة 69.63% من البيض و29.73% من الأمريكيين الأفارقة و0.32% من الأعراق الأخرى و0.32% من عرقين مختلطين أو أكثر و1.13% من الهسبانيون أو اللاتينيون من أي عرق.
بلغ عدد الأسر 295 أسرة كانت نسبة 27.5% منها لديها أطفال تحت سن الثامنة عشر تعيش معهم، وبلغت نسبة الأزواج القاطنين مع بعضهم البعض 32.5% من أصل المجموع الكلي للأسر، ونسبة 22% من الأسر كان لديها معيلات من الإناث دون وجود شريك، بينما كانت نسبة 5.1% من الأسر لديها معيلون من الذكور دون وجود شريكة وكانت نسبة 40.3% من غير العائلات. تألفت نسبة 37.6% من أصل جميع الأسر من عدة أفراد يعيشون في نفس المنزل ونسبة 13.9% كانت تتألف من شخص يعيش بمفرده يبلغ من العمر 65 عاماً أو أكثر. وبلغ متوسط حجم الأسرة المعيشية 2.10، أما متوسط حجم العائلات فبلغ 2.70.
بلغ العمر الوسطي للسكان 43.2 عاماً. وكانت نسبة 22.5% من القاطنين تحت سن الثامنة عشر، وكانت نسبة 9% بين الثامنة عشر والرابعة والعشرين عاماً، ونسبة 21.2% كانت واقعةً في الفئة العمرية ما بين الخامسة والعشرين والرابعة والأربعين عاماً، ونسبة 28.4% كانت ما بين الخامسة والأربعين والرابعة والستين، ونسبة 18.9% كانت ضمن فئة الخامسة والستين عاماً فما فوق. وتوزع التركيب الجنسي للسكان بنسبة 49.1% ذكور و50.9% إناث.